# Cheumatopsyche bibbensis
Cheumatopsyche bibbensis là một loài Trichoptera trong họ Hydropsychidae. Chúng phân bố ở miền Tân bắc.